# 七窪站
七窪站（日语：／ Nanakubo eki */?）是位於山形縣鶴岡市下川，庄內交通湯野濱線的鐵路車站（廢站）。

## 歷史
- 1934年（昭和9年）4月：附近的七窪思恩園進行請願，希望設置一座車站[1]。
- 1937年（昭和12年）4月10日：設置臨時停留所，可讓旅客上下車，直至同年11月30日[2]。
- 1940年（昭和15年）7月1日：庄內電鐵開設此站。
- 1943年（昭和18年）10月1日：成為庄內交通的車站 [3]。
- 1975年（昭和50年）4月1日：湯野濱線被廢除，此站也被廢除[3]。

## 車站構造
此站是地面車站，設有1面2線的島式月台。此站可進行列車交會。曾經此站同時設有車廠，在晩年被撤走。

## 車站周邊
- 湯野濱 雲雀保育園

## 相鄰車站
庄內交通
湯野濱線
善寶寺－七窪－湯野濱溫泉

## 注腳
1. ↑  鶴岡日報昭和9年4月25日2頁
2. ↑  鶴岡日報昭和12年4月11日3頁
3. 1 2  《日本鐵道旅行地圖帳 全線全站全廢線 2 東北》（監修：今尾惠介，新潮社，2008年6月發行）47頁

## 相關項目
- 日本鐵路車站列表 Na